# Resultados do Carnaval de Pelotas em 2009
Resultados do Carnaval de Pelotas em 2009. A campeã do grupo especial foi a escola Estação Primeira do Areal com o enredo; Pelos caminhos das águas, os espanhóis desbravaram o Amazonas em busca do Eldorado.

## Escolas de samba
| Grupo Especial  | Grupo Especial            | Grupo Especial | Grupo Especial |
| Colocação       | Escola                    | Pontos         | Ref.           |
| --------------- | ------------------------- | -------------- | -------------- |
| 1º              | Estação Primeira do Areal | 159,2          | [ 3 ] [ 4 ]    |
| 2º              | General Telles            | 158,2          | [ 3 ] [ 4 ]    |
| 3º              | Academia do Samba         | 155,9          | [ 3 ] [ 4 ]    |
| Grupo de acesso |                           |                |                |
| Colocação       | Escola                    | Pontos         | Ref.           |
| 1º              | Unidos do Fragata         | 152,6          | [ 4 ]          |
| 2º              | Imperatriz da Zona Norte  | 146,9          | [ 4 ]          |
| *               | General Osório            | Não compareceu | [ 4 ]          |

## Escolas mirins
| Colocação | Entidade                        | Ref.  |
| --------- | ------------------------------- | ----- |
| 1º        | Mocidade Recreativa do Obelisco | [ 5 ] |
| 2º        | Explosão do Futuro              | [ 5 ] |
| 3º        | Brilho do Sol                   | [ 5 ] |

## Blocos infantis
| Colocação | Entidade        | Ref.  |
| --------- | --------------- | ----- |
| 1º        | Alegria e Samba | [ 5 ] |
| 2º        | Mickey          | [ 5 ] |
| 3º        | Águia Branca    | [ 5 ] |

## Blocos burlescos
| Colocação | Entidade        | Ref.  |
| --------- | --------------- | ----- |
| 1º        | Bafo da Onça    | [ 5 ] |
| 2º        | Bruxa da Várzea | [ 5 ] |
| 3º        | Mafa do Colono  | [ 5 ] |

## Bandas carnavalescas
| Colocação | Entidade                | Ref.  |
| --------- | ----------------------- | ----- |
| 1º        | Ki-bandaço              | [ 5 ] |
| 2º        | Entre a Cruz e a Espada | [ 5 ] |
| 2º        | Leocádia                | [ 5 ] |
| 3º        | Méta                    | [ 5 ] |